# Праяградж
Прая̀градж (на хинди: प्रयागराज, на урду: پریاگراج‎, на английски: Prayagraj, [prʌˈjɑːɡrɑːdʒ]), до октомври 2018 г. официално известен като Аллахабад (на хинди: इलाहाबाद; на английски: Allahabad), е град в североизточната част на Индия, щат Утар Прадеш с дълбоки хиндуистки корени. Тук се сливат 3 свещени за хиндуистите реки: митичната (и поради това невидима) Сарасвати и реалните Ганг и Ямуна. Население 1 168 385 жители от преброяването през 2011 г.

## Известни личности
Родени в Праяградж
- Амитабх Баччан (р. 1942), актьор
- Индира Ганди (1917 – 1984), политик
- Арундхати Катджу (р. 1982), общественичка
- Джавахарлал Неру (1889 – 1954), политик